# Corneliu Stroe

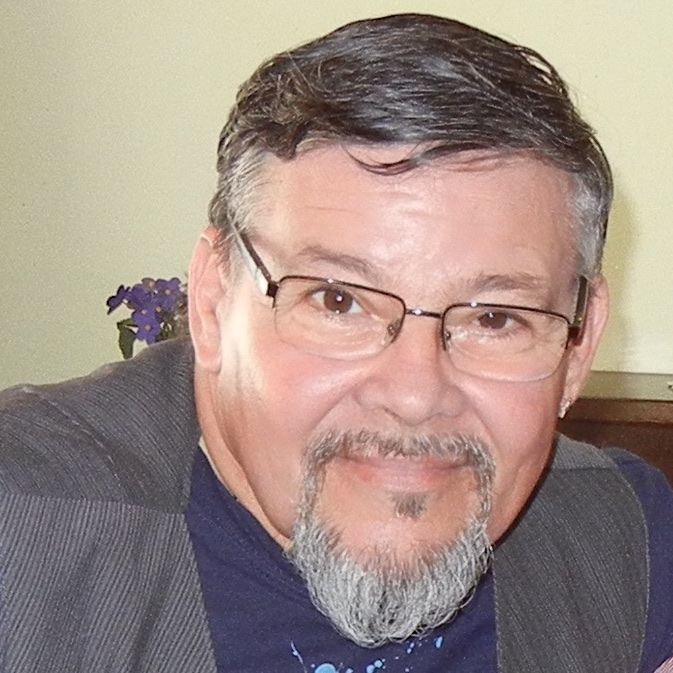
Corneliu Stroe, 2012

Corneliu Stroe (* 22. Oktober 1949 in Bukarest; † 11. Juni 2017) war ein rumänischer Jazz-Schlagzeuger und Perkussionist.

## Leben und Wirken
Stroe wurde in Bukarest geboren, zog aber im Alter von zwei Jahren mit seiner Familie nach Mediasch um. Dort wuchs er auf und spielte zunächst in verschiedenen lokalen Gruppen, u. a. Orfeus. Zwischen 1981 und 2005 bildete er mit Harry Tavitian das Duo Creative, das bei mehreren Jazzfestivals u. a. in Sibiu, Galați und Ploiești auftrat. Er gründete seine Corneliu Stroe Balkan Blues Band und die Gruppe Balkanamera. Des Weiteren arbeitete er mit Gheorghe Zamfir, Ovidiu Lipan, Jazzographics, Blues Community, Aromanian Ethno Band, Mike Godoroja & Blue Spirit, Vasile Șeicaru, Foxy Lady Band, Direcția 5, Pasărea Colibri, Nightlosers, Mircea Baniciu, Johnny Răducanu, Alexandru Andrieș und A. G. Weinberger. Seine Tochter, Roxana Stroe, gilt als einzige bekannte weibliche rumänische Blues-Gitarristin.

## Auszeichnungen
- Erster Preis des Kunstfestivals der Studenten (1974)[10]

## Diskographische Hinweise
- Horizons, Leo Records, London, 1985 (mit Harry Tavitian)
- Transylvanian Suite, Leo Records, London, 1986 (mit Harry Tavitian)
- Creațiunea, Bukarest, 1991 (mit Harry Tavitian)
- Roots (mit Blues Community) (Kassette)
- Visul toboșarului (mit Ovidiu Lipan usw.)